# 칼리드 빈 압둘아지즈 알사우드
칼리드 빈 압둘아지즈 알사우드(아랍어: خالد بن عبد العزيز آل سعود, 1902년 2월 13일~1982년 6월 13일)는 제4대 사우디아라비아의 국왕(재위: 1975년 3월 25일~1982년 6월 13일)이다. 초대 사우디아라비아 국왕 이븐 사우드의 5번째 아들이다. 1982년 6월 13일 심장마비로 인해 사망했다.